# Macropsis aureocephala
Macropsis aureocephala är en insektsart som beskrevs av Hamilton 1983. Macropsis aureocephala ingår i släktet Macropsis och familjen dvärgstritar. Inga underarter finns listade i Catalogue of Life.